# 渡邊勝紀
渡邊 勝紀（わたなべ かつのり、1985年生まれ）は、日本の格闘家、格闘技指導者、パーソナルトレーナー。極真空手や近接戦闘術に精通し、SDF格闘術の指導を行う。大阪府出身。

## 経歴
6歳で剣道を始め、学生時代はサッカーと空手を学ぶ。社会人以降は拳法を始め、競技歴3年で陸、海、空、の全自衛隊で1番強い隊員を決める徒手格闘全国大会無差別級で優勝を果たす。 その後、IKON国際空手道連盟極真会館に所属し、国内外の大会で活躍。極真空手マスターズ世界大会で4連覇を達成。
プロフェッショナル向けに近接格闘（CQB）技術を教える「SDF格闘」の指導者として活動。企業研修やイベント登壇なども行っている。

## 人物
渡邊勝紀は、「護るための武」という理念を軸に実戦的な護身術を追求する実践派である。戦いを「勝つ」ためではなく「護る」ためと捉え、必要最小限の力と合理性を重視した格闘スタイルを構築している。
SNSや講演などでは技術を誇示することなく、冷静な演武と柔らかな態度が信頼を集めている。極真空手のマスターズ大会4連覇を成し遂げる一方、加齢に逆らわず科学的に身体を進化させる方法論を実践。「浪速のポーカーフェイス」と称されるその姿勢は、闘志を内に秘めた冷静沈着さの象徴とされている。
NSCA-CPT（米国ストレングス＆コンディショニング協会認定）を保持し、格闘技と科学的トレーニングの融合を体現している。

## 実績
- 全自衛隊拳法全国大会 優勝（2回）、準優勝（2回）[3]
- 国際親善空手道選手権大会マスターズ部門 優勝（2022年、2023年、2024年、2025年）
- JAPAN KARATE CLASSIC マスターズ部門 優勝（2022年、2023年）
- 「敬天愛人練武大会」 MVP[4]
- 「浪速のポーカーフェイス」と称される[3]

## 資格
- NSCA認定パーソナルトレーナー（NSCA-CPT）
- JCCAアドバンストトレーナー
- JCCA認定スポーツスペシャリスト
- ASP国際警棒術
- AHA認定Heart 𝘀𝗮𝘃𝗲𝗿 CPR/AED[3]

## 活動
2024年より、ウェルファーマ「JOODANアスリート」第一期生として活動。
敬天愛人EXPOや巌流島手合わせ等の格闘イベントに登壇。  
また、SNS等でトレーニング動画を公開し、一般向け護身術の啓発活動にも力を入れている。